# La valle del T-Rex
La Valle del T-Rex (Valley of the T-Rex) è un documentario della Discovery Channel uscito nel 2001, che ha come protagonista il famoso paleontologo Jack Horner. Il programma mostra lui con la sua squadra di paleontologi mentre visitano il famoso sito del Montana, la Hell Creek Formation, in cerca di fossili di dinosauri. Il programma fa vedere Horner che spiega alcune ipotesi scientifiche sul feroce teropode di questo  programma, il Tirannosauro Rex.

## Trama
Il programma mostra Horner e la sua squadra di paleontologi mentre visitano la Formazione di Hell Creek nel Montana, Stati Uniti d'America, e cercano fossili di dinosauri.
Il programma fa vedere Horner che spiega alcuni argomenti sul feroce di Tirannosauro Rex, poiché si riteneva che fosse uno spazzino anziché un cacciatore tremendo. Questo fu messo come ipotesi perché non c'era la minima prova che questo predatore cacciasse la propria preda. Invece Horner credeva che la prova fosse chiara sul fatto che il Tirannosauro Rex fosse un predatore che aveva anche un lato molto dolce. Inoltre questo carnivoro viene raffigurato con un aspetto immaginato da Horner: un animale grande e lento che andasse in giro per il paesaggio alla ricerca di carcasse da divorare. Horner pensa che il Tirannosauro Rex avrebbe potuto avere un aspetto ripugnante: con corpo scuro e una testa tutta rossa, e con un ruggito terribile per mettere in fuga altri teropodi come lui.

## Critica
Dopo essere stato rilasciato in televisione, il programma è stato fortemente criticato per la sua imprecisione e la sua soggettività. Molti degli argomenti trattati da Horner erano già stati trattati da molti altri paleontologi che non condividono affatto l'idea che T.rex fosse esclusivamente spazzino. Per quanto riguarda le braccia del T.rex esse non erano "intrappolate nel corpo" e atrofizzate come sostiene Horner, anzi erano sorprendentemente forti, ma soprattutto molti dei più efficienti predatori attuali, come i lupi, le aquile e le iene, cacciano con successo anche senza l'uso degli arti anteriori. In particolare le iene sono tra i predatori più efficienti con i loro denti forti e affilati e il loro morso spaccaossa, caratteristiche condivise dallo stesso T.rex (seppur ovviamente in proporzioni ed effetti decisamente maggiori).
Nel programma, Horner misura le gambe dell'esemplare conosciuto come MOR 1128 o "G-rex", uno degli scheletri mostrati nel programma e che è stato riportato alla luce. Il narratore afferma che "G-rex" è stato trovato 90 metri più in profondità di dove è stato trovato "Wankel Rex", ed Horner stima che "G-rex"  sia 3 milioni di anni più vecchio degli altri tirannosauridi ritrovati, incluso "Wankel Rex". Egli afferma anche che mentre "G-rex" ha il femore e la tibia di uguale lunghezza, "Wankel Rex" ha invece il femore più lungo della tibia. Horner sostiene che sia un indizio della riduzione della velocità del T.rex, specializzandosi così nel ruolo di spazzino. Garner ha tuttavia rivelato che la tibia di "Wankel Rex" è stata ricostruita dai frammenti, rendendo il modello incompatibile con quello presentato da Horner. Inoltre altre misure rivelano che "G-rex" aveva in realtà il femore più lungo della tibia (le cui misure sono rispettivamente di 1,26 e 1,12 metri) Holtz sostiene che questa sia una caratteristica anche dei cavalli più antichi, che sono ugualmente animali molto veloci. Una tibia più corta potrebbe essere stata relativamente compensata nel tempo, proprio come è successo sia tra i cavalli che tra i tirannosauridi.
Altri scienziati hanno infine affermato che l'odorato del T.rex non era necessariamente un indizio di attività da spazzino, anzi può favorire la localizzazione di prede vive, con un odore decisamente meno penetrante di quello di un cadavere. La vista invece era binoculare, una caratteristica esclusiva dei predatori attivi. Infine fossili di Triceratops ed Edmontosaurus riportano segni di guarigione su ferite inflitte da morsi, ma essendo guariti furono evidentemente attaccati da vivi, e dalle misure è stato confermato che l'unico animale in grado di assestare un morso del genere era proprio il Tyrannosaurus rex.